# David Herman (acteur)
Pour les articles homonymes, voir David Herman.
David Herman est un acteur américain né le 20 février 1967 à New York, New York (États-Unis).

## Filmographie
- 1989 : Le Carrefour des Innocents (Lost Angels) : Carlo
- 1989 : Né un 4 juillet (Born on the Fourth of July) : Patient - VA Hospital
- 1995 : Danse avec moi (Let It Be Me)
- 1997 : Kirk and Kerry : Dave
- 1999 : 35 heures, c'est déjà trop (Office Space) : Michael Bolton
- 1999 : Olive, the Other Reindeer (TV) : Guard Shack Elf (voix)
- 2000 : Table One : Norman
- 2000 : Monsignor Martinez (TV) : John Smith
- 2000 : Scary Scream Movie (Shriek If You Know What I Did Last Friday the Thirteenth) (vidéo) : Mr. Lowelle Buchanan
- 2000 : Eh mec ! Elle est où ma caisse ? (Dude, Where's My Car?) : Nelson
- 2001 : Primetime Glick (série TV) : Personnages variés
- 2003 : Life on Parole (TV) : Dave
- 2005 : Cris et coups de pieds (Kicking & Screaming) : Referee
- 2005 : Braqueurs amateurs (Fun with Dick and Jane) : Angry Caller (voix)
- 2006 : The Lather Effect : Corey
- 2006 : Idiocracy : Secrétaire d'État